# Johann Friedrich Funck
Johann Friedrich Funck, auch Johann Friedrich Funk Pseudonym: Capitain (* 10. Februar 1804 in Frankfurt am Main; † 15. Februar 1857 ebenda) war ein deutscher Publizist, Schriftsteller und Theologe. Er setzte sich für den Erhalt der Presse- und Meinungsfreiheit in Deutschland ein und war Redner des Hambacher Festes von 1832.

## Leben und Wirken

### Wandel zum Schriftsteller

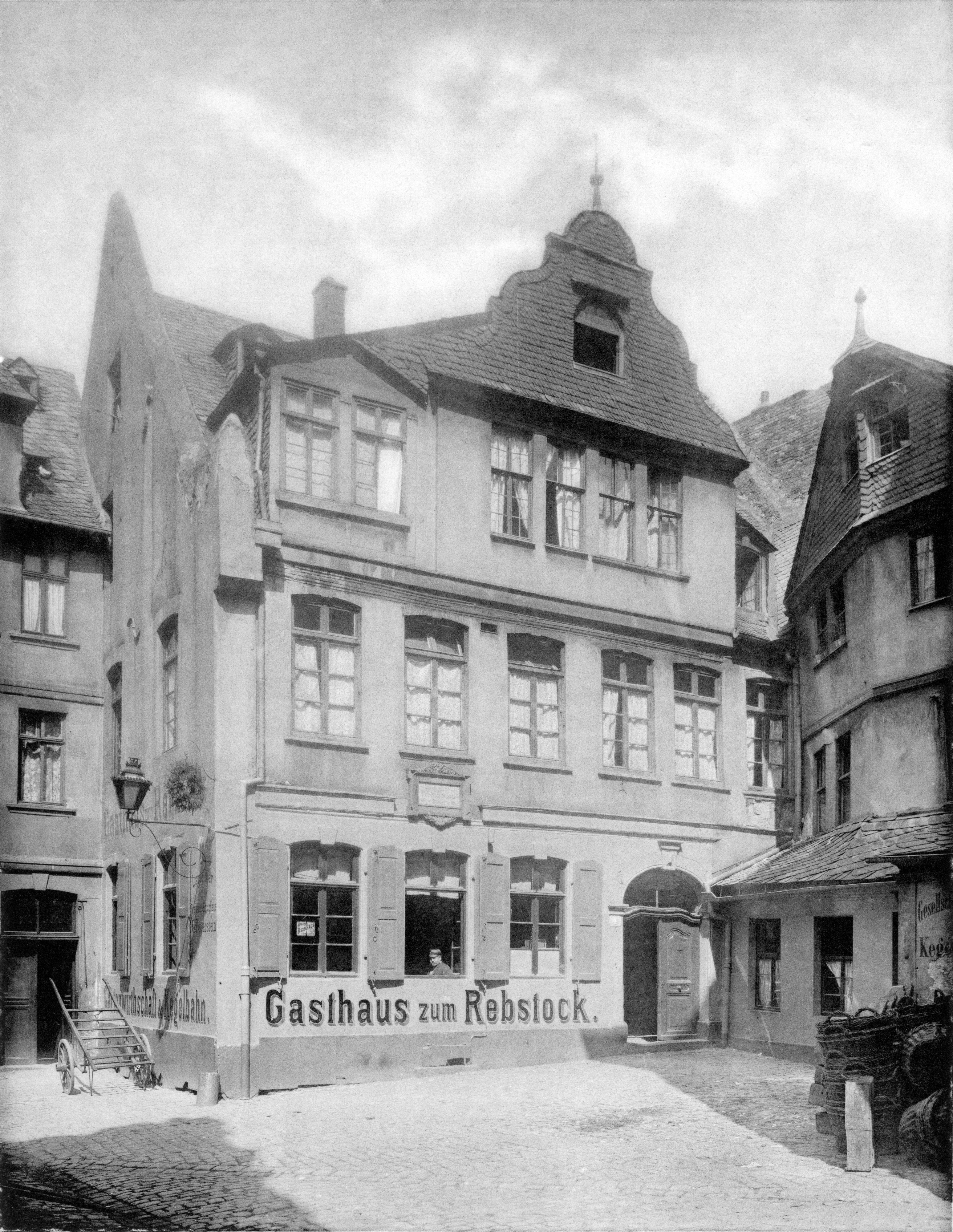
Treffpunkt der Frankfurter Liberalen anfangs der 1830er Jahre – darunter Funck, Sauerwein und Freyeisen – ebenso war bei dem Durchzug der Polen der „Rebstock“ Sammelort, Bild von 1897

Johann Friedrich Funck wurde, als Sohn eines Lohnkutschers, am 10. Februar 1804 in Frankfurt am Main geboren. Von 1811 bis 1821 besuchte er das Städtische Gymnasium. 1821 begann er ein Studium der Theologie an der Ruprecht-Karls-Universität in Heidelberg. Dort wurde er 1821 Mitglied der Alten Heidelberger Burschenschaft. Sein Studium setzte er 1823 an der Friedrich-Schiller-Universität in Jena fort. Als 21-Jähriger kehrte er nach Frankfurt zurück. 1828 bestand er dort das erste theologische Examen in der seit 1816 durch den Wiener Kongress zur freien Stadt Frankfurt erklärten Heimatstadt. Zum Lebensunterhalt erteilte er Privatunterricht, bis er eine Lehrstelle in der niederländischen Gemeinde erhielt. Er hatte 1830 sich über das Frankfurter Kandidatenwesen, in einer in Offenbach erschienenen Schrift, beklagt. Dies führte zur Entlassung aus den Diensten der niederländischen Gemeinde. Funck bemühte sich daraufhin um Anstellung bei Gustav Bunsen (1804–1836), jedoch wurde ihm diese verwehrt. 1832 ließ er sich aus der Liste der Frankfurter Candidaten der Theologie streichen, da für ihn keine Aussicht mehr bestand, in ein Amt zu kommen.
Der Gegensatz zwischen herrschenden kirchlichen und politischen Richtungen, den Funck in seiner Studentenzeit kennenlernte, ließ ihn zum jungen Rebellen werden. In Ermangelung der Aussicht auf Anstellung als Geistlicher wandte er sich der Schriftstellerei zu. Schon ab 1830 publizierte er für Zeitschriften wie die Deutsche Volkshalle. Die bestehenden Zustände im Deutschen Bund kritisierte er in seinen Schriften. Er forderte in den Artikeln die Volkssouveränität und die allgemeine deutsche Republik. Die herausgegebenen Zeitschriften und Flugblätter strahlten über die Bundeshauptstadt hinaus und gingen in die gleiche Richtung wie die Publikationen seiner Landsleute Johann Christoph Freyeisen (1803–1849) und Johann Wilhelm Sauerwein (1803–1847). Mit beiden setzte er sich Ende Januar 1831 für das Schicksal der polnischen „Freiheitskämpfer“ ein, die an Frankfurt vorbei ins französische Exil zogen, nachdem der Novemberaufstand 1830/31 nicht glückte. Frankfurt war in einem beständigen Rausch der Polen-Begeisterung. Zur Propaganda seiner Ideen zeigte er sich in den Straßen in einem Kostüm, das in der Allgemeinen Zeitung als „à la Fra Diavolo“ bezeichnet wurde. Er war für die Ausbreitung des Radikalismus und einer grundsätzlichen Proteststimmung in den unteren Schichten der Bevölkerung mit seiner agitatorischen Veranlagung verantwortlich.
Zum 20. Februar 1832 gab Funck den Neuen Eulenspiegel heraus, der jedoch schon am 2. März auf Beschluss des Bundestags verboten wurde. Gegen dieses, nach seiner Ansicht willkürliche Verbot legte er Berufung ein und umging das Verbot, in dem er durch kaum merkliche Veränderung des Titels in Der Eulenspiegel die Zeitschrift weiter erscheinen ließ. Hierzu erklärte Funck: „er werde nicht aufhören zu schreiben, und wenn es ihn das Leben kosten sollte; er wolle beweisen, daß mindestens noch ein freier Mann in Frankfurt sei.“ Außerdem publizierte er Flugschriften. Wegen der Verbote trat er dem am 29. Januar 1832 gegründeten Deutscher Preß- und Vaterlandsverein bei, der in Frankfurt in kurzer Zeit über 500 Mitglieder zählte. Am 19. Mai beschloss der Frankfurter Senat auf Verlangen des Bundestags die Zeitschrift Der Eulenspiegel zu verbieten und in den Buchhandlungen zu konfiszieren.

### Folgen der publizistischen Tätigkeit
Als Mitglied des Deutschen Preß- und Vaterlands Vereins besuchte Funck zusammen mit einer Abordnung aus Frankfurt das Hambacher Fest, welches am 27. Mai 1832 begann. Auf diesem überreichte er in Vertretung der Gesinnungsgenossen Johann Georg August Wirth nach dessen Rede ein Schwert als Ehrengeschenk. Zuvor hatte er schon einiges Aufsehen erregt, als er von Neustadt in seiner altdeutschen Tracht im Festzug zum Hambacher Schloss zog. Am 28. Mai war er zugegen im Haus des Landstands Schoppmann, in dem eine Versammlung stattfand. Funck äußerte dabei: „entweder wollten sie losschlagen dann müßten sie bleiben, oder sie wollten nicht losschlagen was er für angemessen halte dann müsse man gehen.“ Im Nachgang daran berichtete er darüber in seiner Zeitschrift Der Eulenspiegel. Er sprach sich gegen Waffengewalt aus und stellte die Anwendung dieser der Usurpation gleich.
Nach dem Hambacher Fest betätigte er sich weiterhin regierungskritisch in seiner Zeitschrift Eulenspiegel und veranstaltete Volksversammlungen. Verwarnungen erhielt er im Juni 1832 infolge zweier Senatsbeschlüsse. Am 17. September 1832 verurteilte das Polizeiamt Funck wegen verschiedener Artikel in der Deutschen Volkshalle zu vierwöchiger Haft. Er prozessierte dagegen und wurde später im April 1833 des Delikts freigesprochen. Durch seine Beteiligung am Fest wurde er von der Regierung am 12. November 1832 wegen Preßvergehens in der Schrift „Die Fackel“ in Untersuchungshaft verbracht. Das Urteil war eine fünfmonatige Gefängnisstrafe, die am 26. September 1833 verbüßt war. Während seiner Zeit im Gefängnis fand der Frankfurter Wachensturm am 3. April 1833 statt. Funck wurde bei diesem befreit, jedoch gelang der Putschversuch nicht, und in der Folge stellten sich ein Teil der daran Beteiligten. Funck floh nicht und kehrte zurück ins Gefängnis.
Funck veranstaltete in der Zeit nach der Verbüßung seiner Strafe mehrere Vorlesungen mit bis zu 400 Zuhörern über die deutsche Geschichte. Diese wurden bald darauf von der Polizei untersagt. Schon 1832 schrieb er in Schriften über den Zerfall des Deutschen Reiches unter Ludwig dem Frommen. Der Frankfurter Bundestag, der unter Einfluss von Österreichs Regierungschef Fürst von Metternich stand, verbot diese Schriften. Seine revolutionären Umtriebe setzte er auch weiterhin fort und verbreitete hierzu insbesondere das Bauern-Conversations-Lexikon, welches er zusammen mit Sauerwein und Freyeisen herausgab. Funck begründete zusammen mit Sauerwein, Freyeisen und Carl Bunsen einen geheimen Männerbund. Ebenso leitete er Exerzierübungen seiner Gesinnungsgenossen, die die Wehrkraft der in Frankfurt bestehenden Bürgerbewaffnung verbessern sollte.
Dies führte am 8. März 1834 zu neuerlicher Verhaftung mit ebendiesen Tätigkeiten als Vorwurf, wobei Funck die Beteiligung am Bund als auch die Wehrkraftförderung leugnete. Seine Mitstreiter Freyeisen und Sauerwein flohen ins Ausland. Es kam zu langwierigen Gerichtsverfahren. Am 8. Februar 1936 verurteilte das Frankfurter Appellationsgericht aufgrund eines Spruchs der Göttinger Juristenfakultät zu fünfjähriger Zuchthausstrafe. Er versendete Apelle und Klagen an das in Lübeck ansässige Oberappellationsgericht der vier Freien Städte, um die Strafe abzuwenden. Dieses sprach ihn am 30. Juni 1837 von der Beteiligung am Männerbund frei, jedoch verkündete es als Urteil drei Jahre Zuchthaus wegen seiner Abfassung und Verbreitung des Bauern-Lexikons sowie der Vorbereitung und Durchführung der Wehrertüchtigungen. Die ihm bestellte Strafe verbüßte Funck im Fort Hartenberg bei Mainz, wo er einsaß, nachdem die Konstablerwache in Frankfurt als zu unsicher für die Verwahrung von Gefangenen galt. Dort auf dem Hardenberg erlernte er neue Sprachen wie Spanisch, Schwedisch, Holländisch, Englisch und andere. Auch unterrichtete er seine Mitgefangenen in deutscher Sprache, Lateinisch, Griechisch, Geographie und Mathematik.
Funck stellte kein Gnadengesuch, weil er seinem starren Rechtssinn folgend scharfe Proteste gegen das Urteil formulierte. Die Beschwerden blieben ohne Erfolg und milderten beziehungsweise kürzten die Haft nicht ab. Im Sommer 1840 kam er frei und beschloss, wieder nach Frankfurt zu ziehen. Dort verhielt er sich nunmehr ruhig bis zum Ausbruch der Revolution von 1848/1849. Er gab während dieser Zeit „aufrührerische“ Flugschriften heraus. Seiner radikal revolutionären Gesinnung blieb er bis zum Tode am 15. Februar 1857 in Frankfurt am Main treu.

## Charakteristika Funcks
Zum Charakter von Funck bemerkt Rudolf Jung, dass Funck stets seiner Überzeugung treu war. Seine Gesinnung stellte er durch das Tragen einer „schwarz-roth-goldenen “ Kokarde an der Kopfbedeckung äußerlich zur Schau. Die Anschauungen aus den dreißiger Jahren gab er nicht auf, auch nicht als Mitstreiter sich der Gothaischen Partei zuwendeten. Er war ein Mann von vielseitigem Wissen und großer Belesenheit, ein starrer, schroffer Charakter. Ihn verlangte es nicht nach äußerem Vorteile noch Popularität. Richard Schwemmer beschreibt Funck als Träger eines radikalen Gedankens, der mit den Polen in Frankfurt 1831 Einzug hielt. Er war sich „stets selbst getreu und unerschütterlich fest in den Grundsätzen bis zur Starrheit [sic]“. Im Brockhaus wird Funck als sparsamer Mann beschrieben, dem Luxus fern stand. Er wandte kein Geld für Wirtshausfreuden auf und gab es seiner geliebten Mutter. Auch sein Schicksal trübte nicht den heiteren Charakter. Funck führte im Beisein seiner Freunde den Beinamen der „Capitain“.